# NGC 89
NGC 89 é uma galáxia espiral barrada (SB0-a) localizada na direcção da constelação de Phoenix. Possui uma declinação de -48° 39' 55" e uma ascensão recta de 0 horas, 21 minutos e 24,3 segundos.
A galáxia NGC 89 foi descoberta em 30 de Setembro de 1834 por John Herschel.